# Jeanne Cappe
Jeanne Cappe (29 de agosto de 1895 – 23 de noviembre de 1956) fue una periodista y escritora belga, cuyas obras están dirigidas para el público juvenil.
Nació en Lieja (Región Valona), en el seno de padres abiertamente agnósticos. Su padre, abogado, fue acusado de desfalco y huyó hacia Grecia; su madre Jeanne Fouassin desapareció de forma misteriosa, por lo que tuvo que ser criada bajo la tutela de sus abuelos maternos. Tras finalizar sus estudios en una escuela secundaria católica, se convirtió ante esa fe. Continuó sus estudios en la Universidad Católica de Lovaina.
Cappe comenzó a trabajar como periodista, como editora para el Vingtieme Siecle entre 1924 y 1928. y para La Nation belge entre 1928 y 1955. Desde julio de 1927 hasta enero de 1928,  fue editora ejecutiva para La femme belge. Durante ese período, se casó con Fernand Desonay, un académico belga. Cappe ayudó a encontrar escrituras católicas en 1934.
Escribió numerosas biografías sobre santos para los lectores juveniles, como Astrid, la reine au sourire, publicado en 1935, el cual fue traducido al sueco y al inglés. Cappe llegó a publicar numerosas adaptaciones de obras escritas por Hans Christian Andersen, Lewis Carroll, los Hermanos Grimm y Charles Perrault. También publicó obras de no ficción sobre la literatura y la psicología infantil.
Fue miembro fundadora del Conseil de littérature de jeunesse en 1949 y ejerció como su presidenta. El Conseil publicó la revista Littérature de jeunesse, la cual estuvo en funciones hasta 1976; Cappe dirigió su publicación hasta su muerte en Bruselas en 1956, a la edad de 61 años.